# Claudia Kemfert

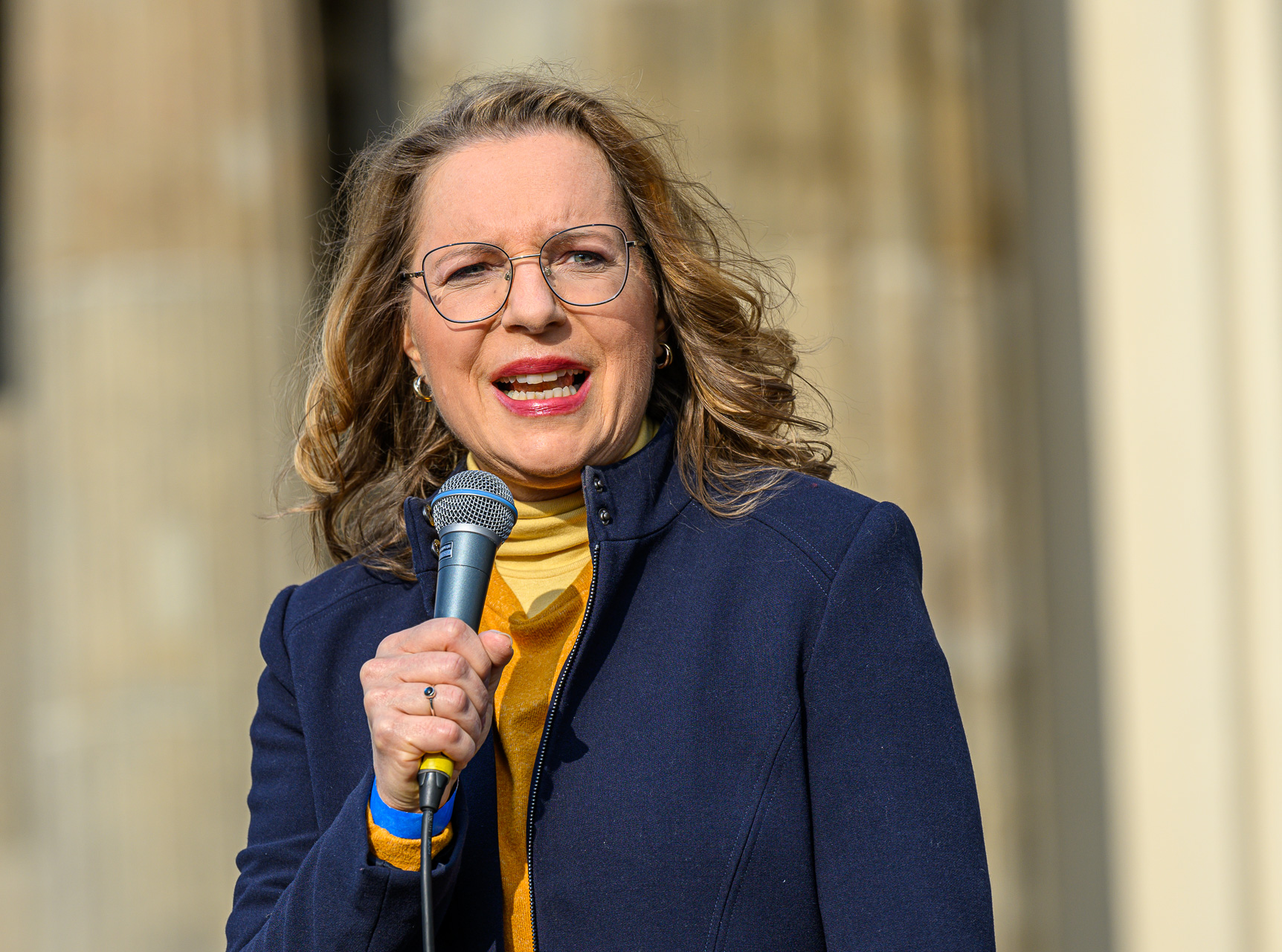
Claudia Kemfert (2022)

Claudia Kemfert (* 17. Dezember 1968 in Delmenhorst) ist eine deutsche Wirtschaftswissenschaftlerin. Sie ist Leiterin der Abteilung Energie, Verkehr und Umwelt am Deutschen Institut für Wirtschaftsforschung (DIW) sowie Professorin an der Leuphana Universität Lüneburg.

## Leben
Nach dem Abitur am Max-Planck-Gymnasium in Delmenhorst studierte Kemfert von 1988 bis 1994 Wirtschaftswissenschaften an den Universitäten Bielefeld und Oldenburg. Nach einem zweimonatigen Forschungsaufenthalt an der Stanford University schloss sie 1998 in Oldenburg ihre Promotion ab. 1999 übernahm sie die Leitung einer Forschungs-Nachwuchsgruppe am Institut für Energiewirtschaft und Rationelle Energieanwendung (IER) der Universität Stuttgart. Als Gastprofessorin lehrte sie an den Universitäten von St. Petersburg (2003/04), Moskau (2000/01) und Siena (1998, 2002/03). Von 2000 bis 2004 hatte Kemfert eine Stelle als Junior-Professorin inne und leitete eine Forschungs-Nachwuchsgruppe an der Universität Oldenburg. Von 2004 bis 2009 war sie Professorin für Umweltökonomie an der Humboldt-Universität zu Berlin. Von 2009 bis 2019 war sie Professorin für Energieökonomie und Nachhaltigkeit an der Hertie School in Berlin. 2020 wurde sie als Professorin für Energiewirtschaft und Energiepolitik an die Leuphana Universität Lüneburg berufen.
Claudia Kemfert ist verheiratet und lebt in Oldenburg und Berlin.

## Ämter
Seit Juli 2016 gehört Kemfert dem Sachverständigenrat für Umweltfragen an. Zudem ist sie im Klimabeirat der Städte Hamburg und Dresden tätig. Sie beriet EU-Kommissionspräsident José Manuel Barroso sowie die Weltbank und die UN. Kemfert war Gutachterin des Intergovernmental Panel on Climate Change (IPCC). Außerdem war sie Mitglied der Wissenschaftlichen Kommission Niedersachsen und im Nachhaltigkeitsbeirat Brandenburg. Sie ist zudem Mitglied des wissenschaftlichen Beirates des Österreichischen Instituts für Wirtschaftsforschung (WIFO), im wissenschaftlichen Beirat des Energie Campus Nürnberg und des Deutschen Biomasseforschungszentrums (DBFZ), Mitglied des Kuratoriums der Technologiestiftung Berlin, der Deutschen Klimastiftung, von B.A.U.M. sowie im Kuratorium der Berliner Hochschule für Technik. Sie war Mitglied des Kuratoriums des Deutschen Studienpreises der Körber-Stiftung, im Beirat der Deutschen Umweltstiftung, im Frankfurter Zukunftsrat sowie am TU-Campus EUREF gGmbH. Seit 2011 ist sie in der Jury der GreenTec Awards.  Sie war und ist aktuell auch Jurorin des Deutschen Nachhaltigkeitspreises sowie des Deutschen Awards für Nachhaltigkeitsprojekte. Ferner war sie Jurorin des Deutschen Umweltpreises und ist Mitglied von Scientists for Future.

## Forschung
Kemfert forscht über die Bewertung von ökonomischen Effekten der Klima-, Energie- und Verkehrspolitik. Auf Basis empirischer Markt- und gesamtwirtschaftlicher Wirkungsanalysen entwickelte Kemfert quantitative Modelle zur Bewertung der ökonomischen Folgen von Energie- und Klimaschutzpolitik. Diese werden im Modellnetzwerk Energy Modelling Forum (EMF) angewandt.

## Positionen

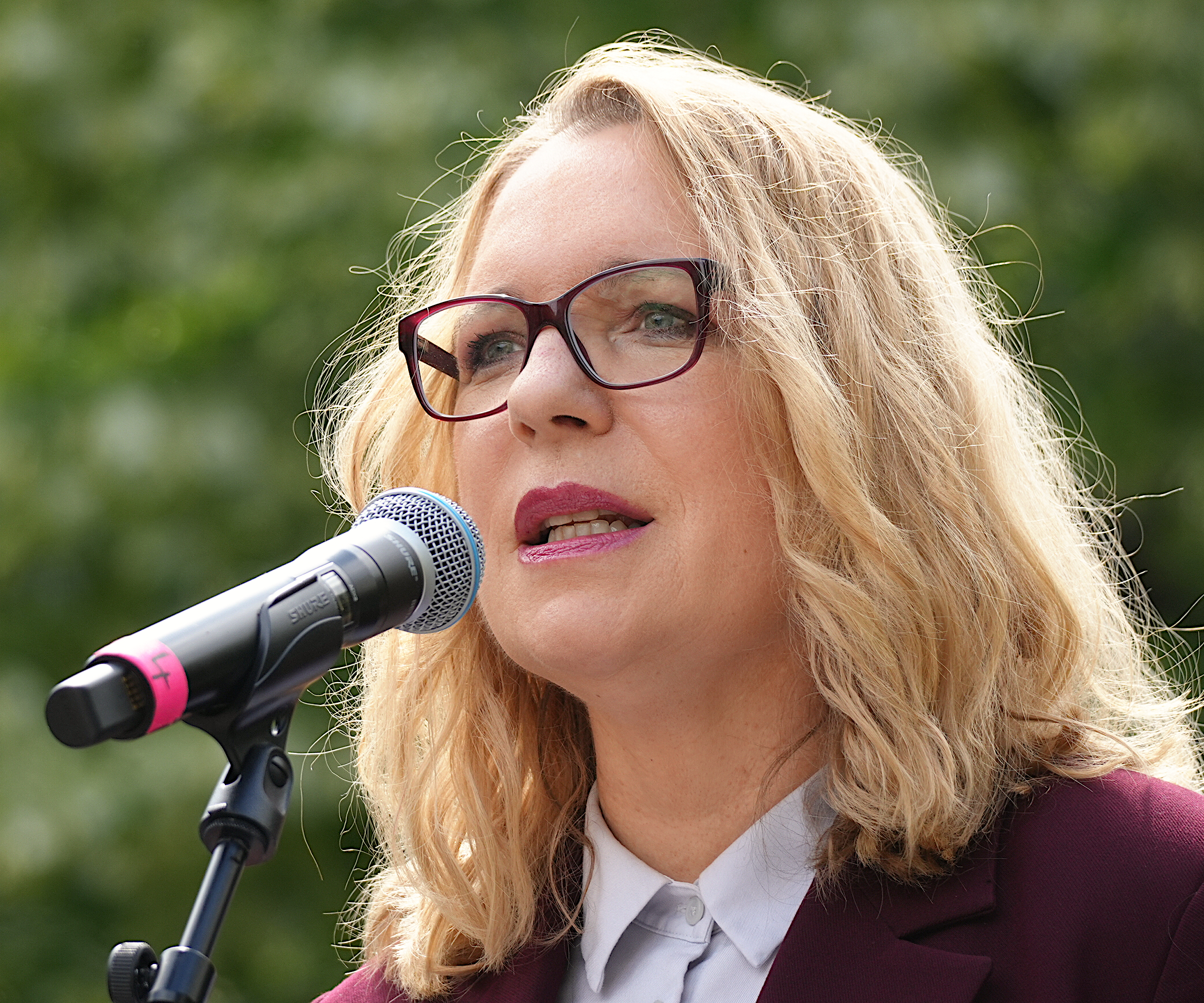
Kemfert spricht auf der Fridays for Future-Kundgebung in Berlin am 31. Mai 2024

Kemfert bewertet seit Mitte der 1990er Jahre die volkswirtschaftlichen Kosten des Klimawandels und des Klimaschutzes. Schon vor dem Stern-Report berechnete sie am DIW die volkswirtschaftlichen Folgen des Klimawandels. Die Kosten des vorbeugenden Klimaschutzes sind demnach deutlich kleiner als die möglichen volkswirtschaftlichen Schäden aufgrund des Klimawandels. Handeln sei also billiger als Nichthandeln. Die Aufgabe der Politik besteht für Kemfert darin, zum einen eine globale Klimaschutzpolitik auf den Weg zu bringen und zum anderen die Grundlagen für die Anpassung an den Klimawandel zu schaffen. Da der Klimawandel kaum noch aufzuhalten sei, müssten geeignete Anpassungsstrategien wie ein verbesserter Deichbau, ein Küstenzonenmanagement und Hitzewarnsysteme entwickelt werden und zum Einsatz kommen. Klimaschutzinstrumente seien, so Kemfert, bezahlbar. Ein wirkungsvolles Instrument sieht sie im Emissionsrechtehandel, der 2005 in Europa eingeführt wurde (siehe EU-Emissionshandel). Sie plädiert jedoch seit seiner Einführung für eine Verbesserung des Systems: Neben einer Versteigerung der Emissionsrechte fordert sie vor allem, dass nicht die EU-Staaten selbst die Emissionsminderungsziele definieren. Diese müssten laut Kemfert vielmehr direkt von der EU vorgegeben werden.
Kemfert warnt vor zu großer Abhängigkeit von fossiler Energie: Ressourcenknappheit und Klimawandel seien die größten Herausforderungen des 21. Jahrhunderts. Als Ausweg nennt sie den Umbau des Energiesystems: Durch eine sichere, CO2-freie und bezahlbare Energieversorgung könnten Energieknappheit und Klimaschutz zugleich bewältigt werden. Kemfert betont, dass die Energiewende mehr als der Atomausstieg sei, und weist auf die Gefahr hin, dass abgeschaltete Kernkraftwerke nicht durch Kohlekraftwerke ersetzt werden dürften, weil sonst die CO2-Emissionen in Deutschland stiegen. Für die Umsetzung einer erfolgreichen Energiepolitik fordert Kemfert seit 2006 die Einführung eines Energieministeriums in Deutschland.
Kemfert sprach sich mehrfach gegen die (inzwischen gesprengte) Gaspipeline Nord Stream 2 aus, da diese nicht gebraucht werde; auch als Brückentechnologie sei Erdgas nicht notwendig. Um die Klimaziele zu erreichen, sei ein Erdgasausstieg bis spätestens 2038 notwendig, also parallel zum Kohleausstieg. Sie kritisierte, dass es Verbänden gelungen sei, Erdgas als „klimafreundlich“ darzustellen. Dabei sei die Klimabilanz insbesondere bei Förderung und Transport von fossilem Erdgas wahrscheinlich schlechter, als man bisher annahm. Sie glaubt, dass der Ausstieg aus dem Erdgas bis 2038 in enormem Maße lohnend sei: „Die kompletten Systemkosten zur Vollversorgung mit erneuerbaren Energien inklusive Flexibilität, Digitalisierung und Speicher sind deutlich geringer als die des fossil-atomaren Energiesystems.“ Sie verwies auf geostrategische Streitigkeiten im Hintergrund: Die USA wollten ihr eigenes Flüssiggas aus Fracking nach Europa verkaufen, Russland den Transport durch die Ukraine umgehen. Selbst wenn die Nord Stream 2 in Betrieb gehen sollte, wäre es fraglich, ob das Gas jemals wie geplant transportiert werden würde.
Nach dem russischen Überfall auf die Ukraine im Jahr 2022 schrieb Kemfert, dass Deutschland den Preis für die verschleppte Energiewende zahle und die Energie- und Verkehrswende nicht nur unabhängig von hohen Preisen fossiler Energieträger mache, sondern auch friedensstiftend wirke.
Kemfert sieht im Erneuerbare-Energien-Gesetz ein wirkungsvolles Instrument zum Ausbau der Erneuerbaren Energien. Ein Quotenmodell, wie von anderen Ökonomen vorgeschlagen, lehnt sie ab.
Als im Frühjahr 2014 Pläne der deutschen Kernkraftwerk-Betreiber bekannt wurden, die deutschen Atomkraftwerke in eine Stiftung einzubringen, schrieb Kemfert, dies hätte nur Vorteile für die Betreiber und hohe potentielle Nachteile für die Gemeinschaft der Steuerzahler.
Kemfert ist Unterstützerin des Holocene Project.

## Politik und Medien
Im FAZ-Ökonomenranking stand Kemfert 2021 auf Rang 7 (2020 Rang 14, 2013 Rang 6, 2015 Rang 10).
2012 wurde sie im Schattenkabinett Norbert Röttgens (CDU) als mögliche Energieministerin Nordrhein-Westfalens vorgestellt, 2013 als mögliche Energieministerin Hessens in das Kompetenzteam Thorsten Schäfer-Gümbels (SPD) berufen. Kritiker warfen Kemfert daraufhin vor, zu „wendig“ zu sein.
In dem im März 2016 veröffentlichten Film Power to Change – Die EnergieRebellion tritt sie als Hochschuldozentin mit kritischen Thesen zur fossilen Energiewirtschaft auf.
Das Nachrichtenradio MDR Aktuell produzierte ab 2021 Kemferts Klima-Podcast. Im Gespräch mit den Moderatoren Theresa Liebig und Marcus Schödel (im Wechsel) erörterte Kemfert aktuelle Studien zum Klimawandel, bewertet die Klimapolitik und gibt Tipps für ein nachhaltigeres Leben. Anfang Juli 2025 gab es Meldungen, dass der Podcast per sofort eingestellt werden solle. Im Podcast vom 9. Juli wurde in diesem Zusammenhang mitgeteilt, dass die Serie bis zur Sommerpause in der gewohnten Form weiter geführt wird und für die Zeit danach an einem neuen Konzept gearbeitet wird.

## Kontroversen
Im Sommer 2008, als der Ölpreis auf einem sehr hohen Niveau war, entwarf Kemfert Szenarien für weitere mögliche, mittelfristige drastische Preisschübe. Als der Ölpreis dann kurzfristig sank, wurde sie wegen angeblich unseriöser Prognosen kritisiert. Kemfert äußerte sich daraufhin zur grundsätzlichen Unmöglichkeit von Ölpreisprognosen. Im Jahr 2008 warf Dirk Asendorpf Kemfert im Zusammenhang mit ihrem Buch Die andere Klima-Zukunft: Innovation statt Depression „schludrige Arbeit“ vor.
Die FAZ brachte 2013 vor, dass Kemfert von ihrem Doktorvater und einem anonymisiert zitierten Kollegen Änderungen ihrer Thesen zum Atomausstieg vorgeworfen würden. Kemfert verneinte, in der Frage des Atomausstiegs ihre Meinung gewechselt zu haben. Die Historikerin Anna Veronika Wendland und Koautor kritisierten 2019 in atw – International Journal for Nuclear Power, der Zeitschrift der deutschen Interessenvertretung zugunsten der Nutzung der Kerntechnik, eine unter maßgeblicher Beteiligung von Kemfert erstellte Studie als inhaltlich und methodisch fehlerhaft. Kemfert und Ko-Autoren wiesen 2021 die methodische Kritik zurück und zeigten, dass Investitionen in Kernkraftwerke unter aktuellen Marktbedingungen zu Verlusten im Bereich von fünf bis zehn Milliarden US-Dollar führen. Ein Bau sei demnach nur bei hohen staatlichen Subventionen finanzierbar. Die Atomenergie sei nicht nur teuer, sondern auch nicht sauber.

## Auszeichnungen
- 2006 wurde Kemfert von der Deutschen Forschungsgemeinschaft, der Leibniz-Gemeinschaft und der Helmholtz-Gemeinschaft Deutscher Forschungszentren als Spitzenforscherin ausgezeichnet („Elf der Wissenschaft“).[60]
- 1997 war sie Preisträgerin des Deutschen Akademischen Austauschdienstes (DAAD).[61]
- 2010 war sie im Zusammenhang mit dem Deutschen Nachhaltigkeitspreis für die Auswahl „Deutschlands 50 Köpfe der Nachhaltigkeit“ nominiert.[62] 2011 wurde sie mit der Urania-Medaille[63] sowie mit dem B.A.U.M.-Umweltpreis[64] in der Kategorie Wissenschaft ausgezeichnet.
- 2011 wurde Claudia Kemfert in die Deutsche Gesellschaft Club of Rome aufgenommen, seit 2016 ist sie auch Mitglied des Präsidiums.[65]
- 2016 erhielt sie den Deutschen Solarpreis in der Kategorie „Sonderpreis für persönliches Engagement“ sowie den Adam-Smith-Preis für marktwirtschaftliche Umweltpolitik.[66]
- 2020 wurde Kemfert der portfolio institutionell Vordenker-Awards 2020 verliehen.[67]
- 2022 erhielt sie den Umweltmedienpreis der Deutschen Umwelthilfe in der Kategorie „Text“.
- 2022 erhielt sie den Bayerischen Naturschutzpreis des Bund Naturschutz in Bayern[68]

## Publikationen (Auswahl)

### Sachbücher
- 2008: Die andere Klima-Zukunft: Innovation statt Depression. Murmann, Hamburg, ISBN 978-3-86774-047-0
- 2009: Jetzt die Krise nutzen. Murmann, Hamburg, ISBN 978-3-86774-076-0
- 2013: Kampf um Strom: Mythen, Macht und Monopole. Murmann, Hamburg, ISBN 978-3-86774-257-3
- 2017: Das fossile Imperium schlägt zurück. Warum wir die Energiewende jetzt verteidigen müssen. Murmann, Hamburg, ISBN 978-3-86774-566-6
- 2020: Mondays for Future – Freitag demonstrieren, am Wochenende diskutieren und ab Montag anpacken und umsetzen. Murmann, Hamburg, ISBN 978-3-86774-644-1
- 2023: Schockwellen – Letzte Chance für sichere Energien und Frieden. Campus, Frankfurt am Main, ISBN 978-3-593-51696-7[69]

### Wissenschaftliche Veröffentlichungen
- 1998: Makroökonomische Wirkungen umweltökonomischer Instrumente. Eine Untersuchung der Substitutionseffekte anhand ausgewählter volkswirtschaftlicher Modelle für Deutschland. (Dissertation) Lang, Frankfurt am Main, ISBN 3-631-33389-7 (Online)
- 2000: mit Heinz Welsch: Energy-capital-labor substitution and the economic effects of CO2 abatement: evidence for Germany. In: Journal of Policy Modeling. 22, N. 6, S. 641–660, doi:10.1016/S0161-8938(98)00036-2
- 2019: M. Child, C. Kemfert, D. Bogdanov, C. Breyer: Flexible Electricity Generation, Grid Exchange and Storage for the Transition to a 100% Renewable Energy System in Europe. In: Renewable Energy 139 (2019), S. 80–101
- 2021: Karlo Hainsch, Thorsten Burandt, Konstantin Löffler, Claudia Kemfert, Pao-Yu Oei, Christian von Hirschhausen: Emission Pathways Towards a Low-Carbon Energy System for Europe: A Model-Based Analysis of Decarbonization Scenarios. In: The Energy Journal 42 (2021), 5, S. 41–66

## Rundfunkberichte
- Das fossile Imperium schlägt zurück. DW-TV-Beitrag der Reihe „Made in Germany“ über Claudia Kemferts gleichnamiges Buch, 22. August 2017